# 馒头果
馒头果（学名：Cleistanthus tonkinensis），为大戟科闭花木属下的一个植物种。种加名 tonkinensis 意为越南“东京的”。